# Pikalëvo
Pikalëvo', in russo Пикалёв?о, è una città della Russia, situata sulle rive dello Rjadan' nell'Oblast' di Leningrado, si trova nel luogo di precedente insediamento, che viene citato in un annale del 1620 Si trova a 24 chilometri ad est di Boksitogorsk ed a 246, sempre a est, di San Pietroburgo, sulla linea ferroviaria per Vologda.
Lo sviluppo della città inizia nel 1906, quando venne costruita una piccola stazione ferroviaria, fu centro amministrativo del circondario, dal 1927 al 1932, anno in cui venne fondato un piccolo insediamento abitativo in concomitanza con l'apertura di un cementificio. Risale al 1954 il conferimento dello status di città.